# Bahnstrecke Basel–Pratteln
| |                     |                                             |                                             |
| Streckennummer (BAV): | V004                |                                             |                                             |
| Fahrplanfeld: | 50.014              |                                             |                                             |
| Streckenlänge: | 6,1 km              |                                             |                                             |
| Spurweite: | 1000 mm (Meterspur) |                                             |                                             |
| Stromsystem: | 600 Volt =          |                                             |                                             |
| Maximale Neigung: | 50 ‰                |                                             |                                             |
| |                     |                                             |                                             |
| \| \| \| Basler Tramnetz \| \| \| \| 2,06 \| St. Jakob \| St. Jakob \| \| \| \| Birs \| \| \| \| 2,460.03 \| Schänzli Wendeschlaufe \| Schänzli Wendeschlaufe \| \| \| 0,3 \| Hagnau \| Hagnau \| \| \| 0,61 \| Freidorf \| Freidorf \| \| \| 0,97 \| Käppeli \| Käppeli \| \| \| 1,57 \| Zum Park ehemals Ingenieurschule \| Zum Park ehemals Ingenieurschule \| \| \| 1,92 \| Schützenstrasse ehemals Schützenhausstrasse \| Schützenstrasse ehemals Schützenhausstrasse \| \| \| 2,43 \| Muttenz Dorf ehemals Wendeschlaufe \| Muttenz Dorf ehemals Wendeschlaufe \| \| \| 3,11 \| Rothausstrasse \| Rothausstrasse \| \| \| 3,70 \| Wartenberg Wendeschlaufe \| Wartenberg Wendeschlaufe \| \| \| 4,35 \| Lachmatt ehemals Waggonfabrik Lachmatt \| Lachmatt ehemals Waggonfabrik Lachmatt \| \| \| 5,00 \| Kästeli ehemals Pneufabrik \| Kästeli ehemals Pneufabrik \| \| \| 5,52 \| Gempenstrasse ehemals Güterbahnhof \| Gempenstrasse ehemals Güterbahnhof \| \| \| 5,95 \| Bahnhofstrasse \| Bahnhofstrasse \| \| \| 6,16 \| Pratteln Schlossstrasse mit Wendeschlaufe \| Pratteln Schlossstrasse mit Wendeschlaufe \| |                     |                                             |                                             |
| U-Bahn-Strecke |                     | Basler Tramnetz                             | Basler Tramnetz                             |
| | 2,06                | St. Jakob                                   | St. Jakob                                   |
| Brücke über Wasserlauf |                     | Birs                                        | Birs                                        |
| Betriebs-/Güterbahnhof Streckenanfang und quer · Abzweig geradeaus und nach rechts | 2,460.03            | Schänzli Wendeschlaufe                      | Schänzli Wendeschlaufe                      |
| ehemaliger Haltepunkt / Haltestelle | 0,3                 | Hagnau                                      | Hagnau                                      |
| Haltepunkt / Haltestelle | 0,61                | Freidorf                                    | Freidorf                                    |
| Haltepunkt / Haltestelle | 0,97                | Käppeli                                     | Käppeli                                     |
| Haltepunkt / Haltestelle | 1,57                | Zum Park ehemals Ingenieurschule            | Zum Park ehemals Ingenieurschule            |
| Haltepunkt / Haltestelle | 1,92                | Schützenstrasse ehemals Schützenhausstrasse | Schützenstrasse ehemals Schützenhausstrasse |
| Haltepunkt / Haltestelle | 2,43                | Muttenz Dorf ehemals Wendeschlaufe          | Muttenz Dorf ehemals Wendeschlaufe          |
| Haltepunkt / Haltestelle | 3,11                | Rothausstrasse                              | Rothausstrasse                              |
| Betriebs-/Güterbahnhof Streckenanfang und quer · Abzweig geradeaus und nach rechts | 3,70                | Wartenberg Wendeschlaufe                    | Wartenberg Wendeschlaufe                    |
| Haltepunkt / Haltestelle | 4,35                | Lachmatt ehemals Waggonfabrik Lachmatt      | Lachmatt ehemals Waggonfabrik Lachmatt      |
| Haltepunkt / Haltestelle | 5,00                | Kästeli ehemals Pneufabrik                  | Kästeli ehemals Pneufabrik                  |
| Haltepunkt / Haltestelle | 5,52                | Gempenstrasse ehemals Güterbahnhof          | Gempenstrasse ehemals Güterbahnhof          |
| Haltepunkt / Haltestelle | 5,95                | Bahnhofstrasse                              | Bahnhofstrasse                              |
| Kopfbahnhof Streckenende | 6,16                | Pratteln Schlossstrasse mit Wendeschlaufe   | Pratteln Schlossstrasse mit Wendeschlaufe   |

Die Bahnstrecke Basel–Pratteln ist eine meterspurige und elektrifizierte Eisenbahnstrecke in der Schweiz. Sie ist heute durchgehend zweigleisig ausgebaut.

## Geschichte
Die 6,1 Kilometer lange Stichbahn wurde am 22. Januar 1921 (Basel St. Jakob–Muttenz Dorf) beziehungsweise am 20. Oktober 1922 (Muttenz Dorf–Pratteln) eröffnet und schliesst bei der Station St. Jakob an das Basler Strassenbahnnetz an. Die Tramstrecke bis St. Jakob ging bereits 1916 in Betrieb, dort – kurz vor der Stadtgrenze Basels – befindet sich auch die Infrastrukturgrenze zwischen BVB und BLT. Die Nebenbahn gehörte anfangs der eigenständigen Gesellschaft Basellandschaftliche Ueberlandbahn (BUeB). Ursprünglich sollte die Strecke bis Liestal, dem Hauptort des Kantons Basel-Landschaft, führen. Dieser Plan wurde jedoch 1937 aufgegeben. Teile des für das Bahnprojekt vorgesehenen Trassenverlaufs sind, so etwa in der Pratteler Gartenstrasse, bis heute nicht bebaut.
Seit dem 1. Januar 1974 ist das Nachfolgeunternehmen Baselland Transport AG (BLT) für die Streckeninfrastruktur zuständig. Für den Betrieb waren von Beginn an die Basler Strassenbahnen (BStB) verantwortlich, die seit 1946 Basler Verkehrs-Betriebe (BVB) heissen und die Strecke im Auftragsverkehr bedienen. Die Strecke nach Pratteln wird heute von der Linie 14 befahren. Früher wurden Kurse, die nicht die ganze Strecke befuhren, mit den Nummern 12 (bis Muttenz) beziehungsweise 22 (bis Schänzli) bezeichnet. Im Zuge der Einführung des schaffnerlosen Betriebs war keine Zeit mehr zum Wechseln der Beschilderung, und die Linienbezeichnungen 12 und 22 verschwanden.
Es war geplant, die Strecke durch das Industriegebiet Grüssen zum Ostrand der Schweizerhalle, weiter in das Entwicklungsgebiet Salina Raurica hin zum Quartier Längi und schliesslich nach Augst zu führen. Die Bauarbeiten hätten 2020 beginnen und 2024 abgeschlossen sein sollen. In der kantonalen Volksabstimmung vom 13. Juni 2021 wurde das Projekt jedoch abgelehnt.

## Trivia
Die Station Schützenstrasse in Muttenz ist nach einer Strasse benannt, die in der Gemeinde nicht existiert. Die angrenzende Strasse heisst Schützenhausstrasse.